# چوب‌استخوانی گرگی
چوب‌استخوانی گرگی (نام علمی: Ostrya knowltonii) نام یک گونه از سرده چوب‌استخوانی است.